# Кейт Несбітт
Кейт Луїз Несбітт MC (англ. Kate Louise Nesbitt), нар. 21 квітня 1988, Плімут) — британська жінка-моряк, матрос 1-го класу Королівської військово-морської медичної служби; перша жінка-моряк і друга жінка в історії збройних сил Великої Британії, нагороджена британським Воєнним хрестом. Нагороджена за «прояв зразкової хоробрості під час активних дій проти ворога»: під час війни в Афганістані Кейт неодноразово рятувала товаришів по службі.

## Походження
Уродженка округу Вайтлі. Навчалася у Громадському коледжі імені сера Джона Ганта. Батько — Клайв Несбітт (англ. Clive Nesbitt), колишній колор-сержант Королівської морської піхоти, який служив там протягом 22 років. Є також два брати, які служать у британських військах.

## Військова кар'єра
Несбітт заступила на службу до британських ВМС у 2005 році, пройшовши медичне обстеження та курси з фізичної підготовки, організовані Британською асоціацією невідкладної допомоги (BASICS) на базі Королівської морської піхоти у шотландському Арброті. Після медичного обстеження вона перейшла до Тренирувального центру британських командос і Королівської морської піхоти у Лімпстоуні та була направлена в екіпаж есмінця типу 42 HMS Nottingham.
З жовтня 2008 до березня 2009 року Несбітт служила в Афганістані у рамках операції «Геррік» — Британських союзних зобов'язань з надання допомоги антитерористичним силам в Афганістані. Як матрос 1-го класу, Несбітт була призначена медичним помічником при 3-й бригаді спеціального призначення, працюючи за підтримки роти «C» 1-го батальйону полку «Стрілків» (1 RIFLES). (Королівські військово-морські сили регулярно надають медичну підтримку 3-й бригаді командос, яка базується у Плімуті).
Після повернення з Афганістану Несбітт влаштувалася працювати у хірургічному відділенні Дерріфордського воєнного шпиталю у Плімуті. У 2015 році отримала кваліфікацію помічника фармацевта ВМС, у квітні 2017 року переведена до медично-технічної служби.

## Нагородження Воєнним хрестом

### Медаль

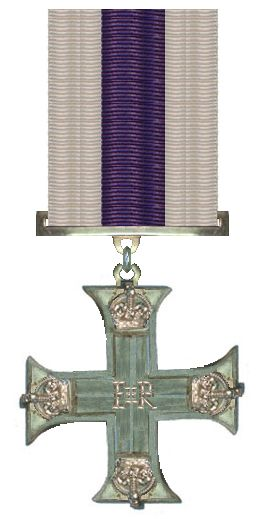
Британський Воєнний хрест

Воєнним хрестом може нагороджуватися будь-який військовослужбовець британської сухопутної армії, флоту, морської піхоти й авіації на знак позначки «акту або актів зразкової хоробрості під час активних дій проти ворога на суші». 12 березня 2009 року після засідки талібів ім'я Кейт Несбітт стало відоме по всій країні. 21-річна дівчина стала першою жінкою-моряком британського флоту та другою жінкою збройних сил Великої Британії, яка отримала таку нагороду (першою була рядова Мішель Норрис з Королівського армійського медичного корпусу, нагороджена за проявлену хоробрість в Іраку у 2006 році). Раніше у подібних випадках нижчим чинам вручалася Військова медаль, проте після її скасування у 1993 році Воєнним хрестом стали нагороджуватися всі військовослужбовці без винятку. Несбітт стала першим ворентофіцером британських ВМС, нагородженим Воєнним хрестом, і першим британським моряком, який отримав нагороду після закінчення Другої світової війни (ведуться суперечки, що це нагородження може бути першим з часів закінчення Першої світової війни).

### Засідка талібів
Кейт Несбітт прославилася завдяки своїм діям під час засідки талібів. 12 березня 2009 року Кейт Несбітт, перебуваючи під постійним вогнем талібів, надала термінову медичну допомогу 22-річному молодшому капралу 1-го батальйону полку Стрільців Джону Лісту, уродженцю Голсуорті.

У той день загін Ліста проводив п'ятиденну операцію в окрузі Мар'ях провінції Гільменд, щоб забезпечити безпеку напередодні виборів в Афганістані. У середині дня загін потрапив у засідку талібів, зав'язавши бій. Ліст отримав вогнепальне поранення в шию. Несбітт по рації отримала повідомлення про пораненого та його дислокацію, після чого пробігла 60-70 метрів, попри обстріл, і знайшла Ліста, який стікав кров'ю, якому було важко дихати: куля пройшла через верхню губу, розбила щелепу та вийшла через шию поруч із щокою. Протягом 45 хвилин Кейт надавала допомогу, зумівши зупинити кровотечу та відновити йому дихання. Весь цей час бойовики обстрілювали британців з автоматів і гранатометів, але Кейт залишалася поряд з Джоном, чекаючи на евакуацію. Ліст розповідав таке про інцидент:

Я відчув удар у щелепу, а потім тільки я зрозумів, що лежу на спині. Тоді я подумав, що все кінчено. Кейт з'явилася з нізвідки та переконала мене, що все буде гаразд.
Оригінальний текст (англ.)
I felt the impact go through my jaw, and the next thing I knew I was on my back. I thought that was it. Kate appeared from nowhere, reassuring me everything would be ok.

Пораненого Ліста евакуювали до шпиталю на гвинтокрилі Agusta Westland AW101. Через три тижні Несбітт повернулася додому. Зустрілася вона з Лістом у травні 2009 року під час параду полку Стрільців і церемонії нагородження тих, хто відзначився, і яка проходила у казармах у Чепстоу. Джон Ліст, який після поранення відновлював мовні навички, подякував Несбітт за свій порятунок.

### Нагородження
Про подання до нагороди Несбітт було оголошено 11 вересня 2009 року. Джон Ліст і Кейт Несбітт були присутні на Девонських пам'ятних заходах в Ексетерському університеті 5 листопада 2009 року. Несбітт також виступала з промовою у Лондоні 7 листопада 2009 року в Альберт-голі на фестивалі Королівського британського легіону.
27 листопада 2009 року у Букінгемському палаці відбулася церемонія нагородження: Хрест вручав Кейт особисто принц Чарльз. У міністерстві оборони повідомили наступне про нагородження Несбітт:

Дії матроса Несбітт протягом низки наступальних операцій були зразковими. Ризикуючи життям, вона виявляла самовідданість і мужність, які надихали оточення. Вона діяла у найкращих традиціях збройних сил країни.
Оригінальний текст (англ.)
Nesbitt's actions throughout a series of offensive operations were exemplary; under fire and under pressure her commitment and courage were inspirational and made the difference between life and death. She performed in the highest traditions of her service.

## Нагороди
|  | Воєнний хрест (MC)                                     | Листопад 2009             |
|  | Медаль «За участь у військовій кампанії в Афганістані» | З позначкою «Afghanistan» |
|  | Медаль Діамантового ювілею королеви Єлизавети II       | 2012                      |